# Rhacochelifer quadrimaculatus
Rhacochelifer quadrimaculatus – gatunek zaleszczotka z rodziny Cheliferidae. Zamieszkuje Europę Środkową.

## Taksonomia
Gatunek ten opisany został po raz pierwszy w 1822 roku przez Ödöna Tömösváry’ego pod nazwą Chelifer quadrimaculatus.  Jako miejsce typowe wskazano okolice Humennego na Słowacji. W 1932 roku gatunek przeniesiony został przez Maxa Beiera do rodzaju Rhacochelifer.

## Morfologia
Zaleszczotek ten ma prosomę nakrytą karapaksem o zarysie prostokątnym. Na karapaksie nie występuje cucullus. Niektóre tergity i sternity są przynajmniej częściowo podzielone. U samca tergity pozbawione są wyraźnych listewek bocznych (kilów). Samicę charakteryzuje występowanie nieparzystej płytki siteczkowatej środkowej. Szczękoczułki zwieńczone są szczypcami; ich palec ruchomy ma jeden lub dwa ząbki położone przedwierzchołkowo oraz szczecinkę galealną położoną subdystalnie. Dłoń szczypiec szczękoczułków wyposażona jest w pięć trichobotrii, w tym to oznaczone sb. Nogogłaszczki zaopatrzone są w szczypce z gruczołami jadowymi obecnymi zarówno na palcach ruchomych, jak i na palcach nieruchomych. Na palcu nieruchomym nogogłaszczka trichobotrium it umiejscowione jest znacznie bliżej trichobotriów ist i est niż czubka palca. Wszystkie cztery pary odnóży krocznych pozbawione są kolców na biodrach. Pierwsza para odnóży krocznych u samca ma przysadziste, mocno zmodyfikowane golenie oraz pogrubiałe i wyposażone w silny wyrostek grzbietowo-odsiebny stopy.

## Rozprzestrzenienie
Gatunek palearktyczny, endemiczny dla Europy Środkowej. Znany jest tylko ze Słowacji i Węgier.